# Pugny
Pugny is een plaats en voormalige gemeente in het Franse departement Deux-Sèvres in de regio Nouvelle-Aquitaine en telt 183 inwoners (1999). De plaats maakt deel uit van het arrondissement Bressuire.

## Geschiedenis
Pugny is op 1 januari 2019 gefuseerd met de gemeenten Le Breuil-Bernard, La Chapelle-Saint-Étienne, Moncoutant, Moutiers-sous-Chantemerle en Saint-Jouin-de-Milly tot een nieuwe gemeente, geheten Moncoutant-sur-Sèvre. 

## Geografie
De oppervlakte van Pugny bedraagt 6,9 km², de bevolkingsdichtheid is 26,5 inwoners per km².
De onderstaande kaart toont de ligging van Pugny met de belangrijkste infrastructuur en aangrenzende gemeenten.

## Demografie
Onderstaande figuur toont het verloop van het inwonertal.
Le Breuil-Bernard · La Chapelle-Saint-Étienne · Moncoutant · Moutiers-sous-Chantemerle · Pugny · Saint-Jouin-de-Milly